# Parastheneboea exotica
Parastheneboea exotica är en insektsart som först beskrevs av Brunner von Wattenwyl 1907.  Parastheneboea exotica ingår i släktet Parastheneboea och familjen Diapheromeridae. Inga underarter finns listade i Catalogue of Life.